# Вавжинкі
Вавжинкі (пол. Wawrzynki, нім. Lawrenzhof) — село в Польщі, у гміні Жнін Жнінського повіту Куявсько-Поморського воєводства.
Населення — 186 осіб (2011).
У 1975-1998 роках село належало до Бидгощського воєводства.

## Демографія
Демографічна структура станом на 31 березня 2011 року:
|          | Загалом | Допрацездатний вік | Працездатний вік | Постпрацездатний вік |
| -------- | ------- | ------------------ | ---------------- | -------------------- |
| Чоловіки | 102     | 27                 | 68               | 7                    |
| Жінки    | 84      | 17                 | 49               | 18                   |
| Разом    | 186     | 44                 | 117              | 25                   |